# Xàkhtine
Xàkhtine (en (ucraïnès): Шахтине) és un poble de la República Autònoma de Crimea a Ucraïna, que el 2014 tenia 463 habitants. Pertany al districte rural de Sovetski. Fins al 1945 el municipi es deia Ak-Kobek.